# زن هرجایی
زن هرجایی (فرانسوی: La femme publique‎) یک فیلم درام اروتیک به کارگردانی آنژی ژووافسکی است که سال ۱۹۸۴ اکران شد. فیلم اقتباسی از رمان شیاطین داستایفسکی است و از بازیگران آن می‌توان به والری کاپریسکی، لمبرت ویلسون، پاتریک بوشو و روژه دوما اشاره کرد.

## چکیده داستان
اتل، زنی سبکسر، که مدل برهنه عکاسی است و زندگی خود را از این راه می‌گذراند آرزو دارد بازیگر شود. هر چند بازیگری او روی صحنه چندان درخشان نیست اما در جریان یک تست بازیگری مورد توجه کارگردان آلمانی لوکاس کسلینگ قرار می‌گیرد. کسلینگ مقدمات ساخت نسخه بسیار شخصی از جن زدگان اثر داستایوفسکی را آماده می‌کند و در این فیلم نقشی را به زن جوان که به زودی او را به معشوقه خود بدل می‌کند، می‌دهد.